# Voray-sur-l’Ognon
Voray-sur-l’Ognon település Franciaországban, Haute-Saône megyében. Lakosainak száma 867 fő (2022. január 1.). Voray-sur-l’Ognon Sorans-lès-Breurey, Bonnay, Chevroz, Devecey, Boult, Bussières, Buthiers és Perrouse községekkel határos.

## Népesség
A település népessége az elmúlt években az alábbi módon változott:
| Lakosok száma | 805  | 818  | 833  | 827  | 834  | 841  | 849  | 870  | 867  |
|               | 2013 | 2015 | 2016 | 2017 | 2018 | 2019 | 2020 | 2021 | 2022 |